# 17 mai 1926
Le lundi 17 mai 1926 est le 137e jour de l'année 1926.

## Naissances
- Dietmar Schönherr (mort le 18 juillet 2014), acteur autrichien
- Dimitri Romanovitch de Russie (mort le 31 décembre 2016), écrivain russe
- Karl Lieffen (mort le 13 janvier 1999), acteur allemand
- Kurt Benesch (mort le 20 janvier 2008), écrivain autrichien
- Marc Honegger (mort le 8 septembre 2003), musicologue français
- Michio Kushi (mort le 28 décembre 2014), éducateur japonais

## Décès
- Sidney Irving Smith (né le 18 février 1843), zoologiste américain